# 1917 في البرازيل
فيما يلي قوائم الأحداث التي وقعت خلال عام 1917 في البرازيل.

## رياضة
- 1 يناير – بطولة كاريوكا 1917 الفائز نادي فلومينينسي.

## مواليد

### يناير
- 9 يناير – أوتو جلوريا لاعب كرة قدم برازيلي.
- 25 يناير – جانيو كوادروس سياسي برازيلي.

### مارس
- 23 مارس – والتر فورستر ممثل برازيلي.

### أبريل
- 17 أبريل – روبرتو كامبوس سياسي برازيلي.

### سبتمبر
- 1 سبتمبر – باولو بورتو

### أكتوبر
- 16 أكتوبر – زيزي موريرا لاعب كرة قدم برازيلي.

### نوفمبر
- 2 نوفمبر – خوسيه بيراسيو لاعب كرة قدم برازيلي.
- 15 نوفمبر – ألدو دا روزا

### ديسمبر
- 23 ديسمبر – أرمين زيمارمان ضابط ألماني.

## وفيات

### فبراير
- 11 فبراير – أوزوالدو كروز (مواليد 1872)

### مارس
- 29 مارس – ألبرتو توريس (مواليد 1865) سياسي برازيلي.

### أكتوبر
- 22 أكتوبر – مانويل لوبيز رودريغوس (مواليد 1860) رسام برازيلي.

### نوفمبر
- 11 نوفمبر – ماريا فيرمينا دوس ريوس (مواليد 1825)